# Pintado (Uruguay)
Pour les articles homonymes, voir Pintado.
Pintado est une ville de l'Uruguay située dans le département de Florida. Sa population est de 141 habitants.

## Infrastructure
La ville est reliée par la route 5 (Ruta 5) Montevideo–Durazno.

## Population
| Année | Population |
| ----- | ---------- |
| 1963  | 125        |
| 1975  | 126        |
| 1985  | 102        |
| 1996  | 83         |
| 2004  | 141        |

Référence,.